# メヒールター
メヒールター、メヒルタ（מְכִילְתָּא məkhīltā’, mekilta, mekhilta）とは、出エジプト記のミドラーシュ・ハラーハー（ハラーハー的ミドラーシュ）のことである。アラム語で「尺度、方法」といった意味で、ヘブライ語 middah に相当する。
ラビ・イシュマエルの作とされたものにはメヒールター・デ＝ラッビー・イシュマーエール mkhilta deRabbi Ishmael という。